# Tukano
Tucano (Tukano), pleme američkih Indijanaca istoimene porodice Tucanoan kojoj je dalo svoje ime. Vlastiti Tucano Indijanci obuhvaćaju nekoliko plemenskih imena koja se služe srodnim dijalektima u koje prema Theodor Koch-Grünbergu u ranom 20. stoljeću (1913: 944-), pripadaju a) Tukano; B) Arapáso (Koreá); C) Kurauá-tapuyo (Yohoroá; Yohorca); D) Uíua-tapuyo; E) Mirití-tapuyo (Neenoã). Brojno stanje prema Koch-Grünbergu iznosilo je između 1,000 i 1,500. 
Tucano Indijanci nastanjeni su u području Brazila (3,500, 1995 SIL) i Kolumbije (2,000.), duž gornje Papurí. 

## Srodne grupe
Tucano Indijanci jezično su srodni, ali iipak govore jezikom drugačijim od ostalih plemena s kojima se klasificiraju porodici Tucanoan, i dalje u Veliku porodicu Macro-Tucanoan. Ostale Tucano grupe su: Bará, Barasána, Buhágana, Correguaje, Cubeo, Desana, Encabellado, Erulia, Karapanã, Kueretú, Macaguaje, Macuna, Orejón, Pamoa (Tatuyo), Piratapuyo, Siona, Siona-Secoya, Tama, Tetete, Tsölá, Tuyúka, Uaiana, Uanana, Uasona, Yahúna,  Yupuá i Yurutí. Kao dijalekte tucano jezika SIL navodi uasona i yohoraa (curaua).

## Etnografija
Privreda
Tucano-kultura tipična je za plemena kišne šume i ekvatorijalnoj klimi u kojoj temperatura iznosi od 19°C pa do 32°C. Rijeke predstavljaju glavne transportne rute, često obilježene brzacima i obrasle gustom šumom. Riba ovdje predstavlja najvažniji izvor proteina u prehrani, a ribolov je glavna muška aktivnost, može biti individualan i kolektivan. U ribolovu se služe raznim tehnikama uz upotrebu luka i strijele, mreža, otrova i drugog. Lov je po važnosti iza ribolova. Najvažnija lovina su kapibara, majmuni, tapir, pekari, paka, ptice i predstavnici drugih vrsta faune, uključujući i kukce i reptile. Od domorodačkog oružja posjeduju luk i strijelu i puhaljku, a u suvremeno vrijeme i vatreno oružje (puške)
Hortikultura je posao žena. Za svoje potrebe moraju prvo iskrčiti dio džungle gdje će biti njiva, na kojoj će one zasaditi gorku manioku (najvažniju od svih), jer se od nje proizvode lepinje, a nadalje i banane, yam, ananas, šećernu trsku, slatki krumpir. Muškarci kao konzumenti raznih halucinogena sade za svoje potrebe duhan, koku i još neke biljke
Pleme, sib i fratrija
Tucano-selo je raspršeno duž riječnih sistema, a dugout-kanu glavno je sredstvo saobračaja među seoskim zajednicama. Ovakva zajednica ima 20 do 100 duša, često se sastoji od samo jedne kolibe poznate kao maloca, a njezini ukućani predstavljaju patrilinearni sib. Sib je imenovan, lokaliziran, i čini najvažniju socijalnu, ekonomsku, političku i ritualnu funkciju. Svaki sib pripada jednom od pet fratrija, a svaka fratrija egzogamna je jedinica. Tucano Indijanci svoj identitet gledaju kroz jezik i porijeklo, pleme kao teritorijalna i politička jedinica ne postoji, kao ni plemenskih poglavica koje bi uz to išle. 
Brak, djeca i obredi
Ženidbene restrikcije uključuju sib i fratrijska egzogamija. Terminologija sistema srodstva tipe je iroquois. Postmaritalno stanište je patrilokalno. Nevjesta se stječe kupnjom, a većina brakova je monogamna, izuzetak su seoske vođe koji imaju po dvije žene. U slučaju rastave žena se vraća svom paternalnom sibu, a djeca ostaju u očevom sibu.
Tucano Indijanci prakticiraju i abortus i infanticid, poglavito se ubija ženska djeca. Kuvada je uobičajena, a također i ceremonije davanja imena (oko osme godine starosti), i serije inicijacija za dječake prilikom čega su izloženi bičevanju, upoznavanju s ritualima i dozvoljeno im je da prvi puta vide svete imstrumente, što je djeci i ženama strogo zabranjeno. 
Glavni kontakti s ostalim sibovima provode se preko pijanki koje organizira sib, prilikom čega se pozivaju ostali sibovi iste fratrije. 
Tucani vjeruju u duhove i duše više nego u razna božanstva. Najvažniji rituali vezani su uz kult predaka i jutarnje ceremonije kod kojih sviraju na svetim instrumentima. Šamanizam je najznačajniji u životu muškarca. Uzimanje koke i drugih narkotika prakticiralo se u magijsko-religioznim obredima.

## Vanjske poveznice
- Tucano (Tukano) Indians
- Society-TUCANO